# Molophilus tseni
Molophilus tseni är en tvåvingeart som beskrevs av Alexander 1940. Molophilus tseni ingår i släktet Molophilus och familjen småharkrankar. Inga underarter finns listade i Catalogue of Life.